# Гот-Гарт, Сергей Иосифович
Сергей Иосифович Гот-Гарт (1894—1977) — сотрудник НКВД, написавший в 1938 году письмо Сталину, в котором рассказал, как ведутся допросы, и выразил своё несогласие с их методами.

## Биография
Сергей Гот-Гарт родился в семье немецких подданных. Воевал в Красной армии, дослужился до помощника начальника штаба полка.
После увольнения работал чертёжником, а затем начальником технического отдела на заводе в Ленинграде.
В 1937 году, когда сотрудников НКВД не хватало для проведения массовых репрессий, был мобилизован в оперативный сектор управления НКВД Ленинградской области.
В июне 1938 года, во время проведения дела, по которому проходил главный инженер завода «Светлана» Векшинский, у него возникла мысль о его «ответственности как члена партии за проводимую преступную ложную практику допроса».
Он написал письмо Сталину:

К Вам, т. Сталин, как к секретарю ЦК ВКП (б), как к творцу Великой конституции, обращаюсь я со следующим сообщением:
Я мобилизован, как чекист запаса, в УНКВД Ленобласти и назначен работать на следствии. Там я выявил, что метод, применяемый на следствии в Ленинграде (там это мне пришлось видеть или слышать), не только ничего общего не имеет с законами Соввласти, но является преступным и идёт во вред всему нашему делу.
Этот новый метод следствия заключается в том, что арестованного держат без сна по нескольку суток, заставляют простаивать у стенки до изнеможения сил, обзывают нецензурными словами. Всё это и ежеминутные запугивания превратить арестованного в котлету служит методом получения у арестованного показания о своей виновности и указать лиц, соучастников.
Такой «метод» следствия, не говоря уже о жестокости, является преступным и вредным потому, что человек, потерявший силы и не имеющий другого выхода, как давать показания, то есть называть других людей, может назвать людей и невиновных.
Здесь я не хочу сказать о какой-то снисходительности к врагам народа. Я думаю, что это понятно.
Посылая это письмо вам, т. Сталин, я одновременно заявляю свой протест в УНКВД ЛО.

Кроме этого, Гот-Гарт обратился и к своему руководству.
Через 3 дня Гот-Гарта исключили из партии, и затем арестовали за «подрывную работу», которую он якобы вёл внутри аппарата НКВД, «выступая в защиту врагов народа».
Гот-Гарт подписал раскаяние, однако позже отказался от своих слов, как написанных под давлением следователя.
Однако в свете новой политики ослабления репрессий и преследований «врагов народа» действия Гот-Гарта трактовались иначе; на новых допросах он повторил свои мотивы, и вскоре был освобожден.
Он вернулся на Центральный ремонтный завод Ленэнерго, где продолжил работать начальником технического отдела и главным механиком.
В годы Великой Отечественной войны служил в народном ополчении, работал на оборонных заводах Новосибирска.
Умер в 1977 году.